# Автандылян, Темик Аванесович
Теми́к Аване́сович (Огане́сович, Агане́сович) Автандыля́н (Автандиля́н) (20 августа 1922 (1923) — 10 февраля 1945) — советский офицер, участник Великой Отечественной войны, Герой Советского Союза (1945), командир роты 545-го стрелкового полка 389-й Бердичевской стрелковой дивизии 3-й гвардейской армии 1-го Украинского фронта, старший лейтенант.

## Биография
- 20 августа 1922 (1923) года родился в поселке Мардакерт в Нагорном Карабахе, Азербайджанская ССР, СССР.
- В 1938 году семья переезжает в город Баку, где Автандилян заканчивает среднюю школу.
- В 1942 году, по окончании школы, призван в Красную Армию, в рядах которой окончил ускоренные курсы Бакинского военного пехотного училища, получив звание лейтенанта, был назначен командиром стрелкового взвода 89-й Армянской дивизии.
- Боевое крещение молодой лейтенант прошёл в боях за Северный Кавказ. В ноябре 1942 года на окраине города Малгобека близ селения Желтобрюх одну из высот враг превратил в сильный плацдарм, Автандилян, подчиняясь приказу возглавил атаку и со взводом первым ворвался во вражескую траншею, уничтожил пулеметный расчёт, был ранен, но остался в строю. Успешное выполнение боевого задания обеспечило продвижение части, а сам командир взвода за взятие высоты был награждён орденом Красного Знамени.
- В январе 1943 года, во время одного из боев за освобождение Новороссийска, один из советских самолетов получил повреждение и упал в море. Автандилян, видя это, прыгнул в воду и спас жизнь лётчика. В боях за освобождение Новороссийска, будучи командиром взвода, совершил свои первые подвиги, был вторично ранен (23 сентября 1943 г.), после излечения воевал в составе других подразделений. Приказом по войскам 18-й Армии № 0109\н от 11 октября 1943 года был награжден первым орденом Красного Знамени.
- В октябре 1943 году в боях на Таманском полуострове в районе поселка Верхний Баканск взводу Автандиляна было приказано провести разведку и взять «языка». Враг не ожидал такой отчаянной, смелой вылазки. Лейтенант Автандилян со своими бойцами внезапно напал на вражеское боевое охранение и быстро ликвидировал его. За взводом Автандиляна ринулась рота. Командование полка воспользоваться неожиданным успехом и начало штурм высоты раньше. Смелость, находчивость и мужество лейтенанта помогла в решении важной боевой задачи, но сам он был тяжело ранен и два с лишним месяца провёл в госпитале.
- Храбро сражался командир пулеметного взвода лейтенант Автандилян и за освобождение Украины, был награждён орденом Красной Звезды. А за отличия в летних наступательных боях 1944 года — орденом Красного Знамени. Особо отличился молодой офицер в боях на польской земле.
- 13 января 1945 года при прорыве обороны противника в районе Слупя-Нова рота, которой командовал старший лейтенант Автандилян, овладела участком траншеи, уничтожила 6 огневых точек и штурм, орудие, отбила 3 контратаки.
- 10 февраля 1945 года после форсирования реки Одер в боях южнее города Глогау (Глогув, Польша) в бою за деревню Клейн-Обиш (ныне деревня Обишувек (Obiszówek), гмина Грембовице, Польковицкий повят, Нижнесилезское воеводство, Польша) рота Автандиляна уничтожила десятки гитлеровцев, подавила 5 огневых точек. В этом бою командир роты погиб, похоронен на месте боёв.
- Указом Президиума Верховного Совета СССР от 27 июня 1945 года за образцовое выполнение боевых заданий командования на фронте борьбы с немецко-фашистским захватчиками и проявленные при этом мужество и героизм старшему лейтенанту Автандиляну Темику Аванесовичу присвоено звание Героя Советского Союза (посмертно).

## Награды
Из наградного листа:
В боях при прорыве вражеской обороны противника в районе Слопец Шляхецкий 13 января 1945 года Автандылян со своей ротой находясь на самом главном участке, первым ворвался в траншеи противника, вышел на безымянную высоту и, закрепившись на западных скатах, обеспечил продвижение всего батальона. Ротой т. Автандыляна были уничтожены шесть огневых точек противника и одна самоходка. Лично т. Автандылян снял расчёт станкового пулемета, захватил оружие и повернул его против врага, уничтожив до 50 гитлеровцев. Проявляя личную храбрость, т. Автандылян отбил три контратаки противника, старавшегося вернуть господствующую высоту... В этих боях ротой было уничтожено более 100 гитлеровцев и взято в плен 50 немцев, уничтожено 8 станковых пулеметов, 16 ручных, подбито 7 бронетранспортеров
- Герой Советского Союза (посмертно)
- орден Ленина
- 2 ордена Красного Знамени (1943), (1944)
- орден Красной Звезды (1944)
- медали

## Память
- В родном селении в Нагорном Карабахе его именем были названы улица, школа и пионерская дружина, установлен бюст. Памятник был разрушен во время боевых действий, в январе 2009 года восстановлен[3].